# HMS Glorious (77)
Le HMS Glorious  est un croiseur de bataille de la Royal Navy (marine britannique) lancé en 1916 pendant la Première Guerre mondiale, qui a été entièrement rénové et modifié en porte-avions de février 1924 à mars 1930. Il fut coulé par les croiseurs de bataille allemands Scharnhorst et Gneisenau pendant l'évacuation de la Norvège, le 8 juin 1940.

## Première Guerre mondiale

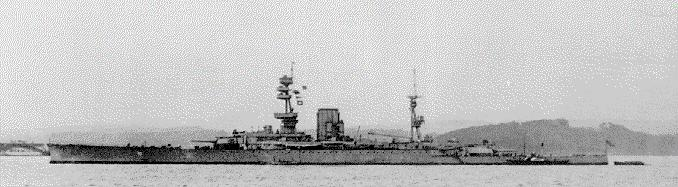
Croiseur de bataille HMS Glorious en 1918.

Le croiseur de bataille HMS Glorious fut destiné à effectuer des missions lointaines pendant la Première Guerre mondiale. Il eut un sister-ship, le HMS Courageous, et un dérivé, le HMS Furious. Ces trois bâtiments furent conçus d'après l'idée de l'amiral Lord Fisher, pour appuyer des opérations britanniques en eau peu profonde, et particulièrement en mer Baltique.
Le HMS Glorious a été construit sur le chantier naval Harland & Wolff, près de Belfast en Irlande du Nord. Classé croiseur cuirassé léger, il était cependant doté de canons de 15 pouces, mais n'était que légèrement blindé. Sa quille est posée le 1er mai 1915, le HMS Glorious est lancé le 20 avril 1916, et les travaux sont achevés le 14 octobre 1916 puis il entre en service actif en janvier 1917. Sa construction a coûté au total 2 119 065 £.
Ses machines étaient semblables à ceux d'un croiseur de l'époque, le HMS Champion, c'est-à-dire composées de quatre jeux de turbines à vapeur attelées sur quatre arbres d'hélices. En 1917 le HMS Glorious effectue ses essais à la mer, et réussit un lancement de torpilles à pleine vitesse (23 nœuds). À l'époque la pression de l'eau était peu maîtrisée et seuls les sous-marins de dernière génération pouvaient effectuer des lancements à cette vélocité. Son armement secondaire était d'un nouveau type, composé de trois canons de 4 pouces, prévus pour fournir un tir rapide contre les torpilleurs ennemis. Les chargeurs de ces canons étaient en fait mal conçus, et diminuaient singulièrement leur efficacité. En raison de sa conception légère et d'autres défauts, le HMS Glorious est resté en réparation plus de temps que la moyenne, et y a gagné le surnom d’Uproarious (« l'hilarant », « le désopilant »).
Le HMS Glorious devient navire amiral du 3e Light Cruiser Squadron, puis plus tard du 1er Light Cruiser Squadron. Le 17 novembre 1917, avec le HMS Courageous et le HMS Repulse, il engagea sans subir aucun dommage, les forces allemandes dans la baie de Heligoland en mer du Nord.
En 1918, des plateformes courtes de décollage pour avions sont montées sur les deux tourelles de 15 pouces. Le 21 novembre 1918 il est présent à la signature de reddition de la flotte allemande.
En 1919, il est rattaché à l'école d'artillerie à Devonport comme navire-école, puis il devient plus tard le navire amiral de la flotte de réserve.

## Transformation
Lorsque le traité de Washington fut signé en 1922, le HMS Glorious n'était plus opérationnel, et décision fut prise de le transformer en porte-avions. La combinaison d'une grande coque et d'une vitesse suffisamment importante pour l'époque, ajoutée à une conception originale défectueuse, fera de lui un candidat idéal pour cette transformation. Les travaux de conversion du navire démarrent en 1924, et sont terminés lors de la remise en service le 10 mars 1930. Les travaux commenceront sur les chantiers de Rosyth, mais après sa fermeture en 1929, le navire sera transféré sur le chantier naval de Devonport pour l'achèvement, cette transformation coûtera 2 137 374 £.
Lors de sa transformation en porte-avions, le HMS Glorious a été doté de deux ponts : un pont principal, et un pont secondaire situé à l'avant du navire. Lors de la refonte de 1935-1936, ce pont secondaire sera remplacé par une tourelle de canons anti-aériens. Deux catapultes capables de lancer des avions pesant plus de 4,5 tonnes sont installées sur le pont principal.
Le porte-avions avait des hangars sur deux niveaux, de 550 pieds de long et de 24 pieds (7,3 m) de haut chacun, pour y loger 48 avions. Initialement il transportait des Fairey Flycatcher, Blackburn Ripon, de Fairey Swordfish et des avions de reconnaissance Fairey III, puis des Fairey Swordfish et des Gloster Gladiator. Le HMS Glorious pouvait être différencié de son navire jumeau, le HMS Courageous, par l'arrondi plus grand de son pont d'envol à la poupe, ce dernier ayant aussi un mât tripode au lieu d'un mât simple.
Il est à remarquer que le HMS Glorious, après transformation en porte-avions (plus lourd), atteint aux essais une vitesse supérieure au croiseur de bataille dans les mêmes conditions normales de charge, sans doute grâce aux modifications et aux aménagements des chaudières[réf. nécessaire].
Le 1er avril 1931, il entre en collision avec le paquebot français Florida à 60 nautiques de Gibraltar, endommageant sévèrement la coque du paquebot et causant 30 morts (dont un seul marin du HMS Glorious). Il recueille les passagers à son bord et remorque le Florida à Malaga.
Les tourelles de 15 pouces qui ont été retirées du HMS Glorious à la suite de sa refonte, furent installées plus tard sur le HMS Vanguard (tourelles avant A et B).

## Seconde Guerre mondiale

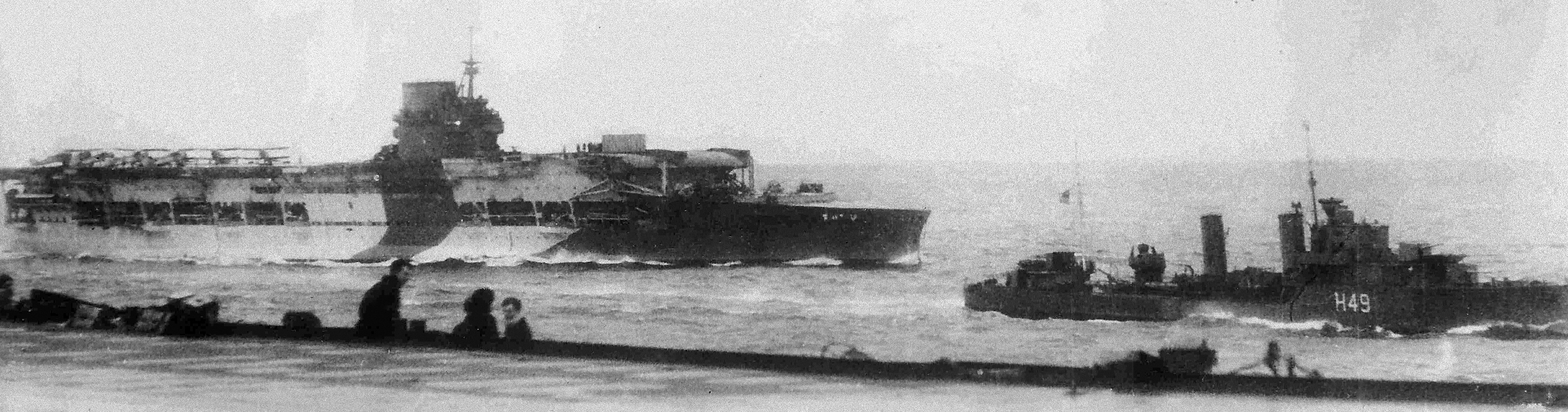
Porte-avions HMS Glorious le 8 juin 1940.

Au début de la Seconde Guerre mondiale le HMS Glorious navigue avec la flotte méditerranéenne, mais en octobre 1939, il est envoyé via le canal de Suez dans l'océan Indien, pour participer à la recherche et la chasse du cuirassé de poche allemand Graf Spee.
Lors de l'invasion de la Norvège en avril 1940, le HMS Glorious est rappelé. Il arrive en Grande-Bretagne le 23 avril avec le HMS Ark Royal, et repart le lendemain pour les eaux norvégiennes.
Le 27 avril, il retourne en Grande-Bretagne pour se réapprovisionner en carburant, et le 1er mai, se rend à nouveau en Norvège pour attaquer les positions allemandes. Lors de ce voyage retour, il transporte des Gloster Gladiators en Norvège pour opérer depuis un lac gelé, mais ces appareils sont rapidement détruits par les Allemands.
Le 28 mai, il se bat à Bardufoss au nord de la Norvège sans escorte navale faute de destroyer disponible, avec uniquement l'aide d'un escadron de la RAF, pour la couverture de l'évacuation des troupes alliées. Le 2 juin, il couvre l'évacuation des troupes alliées de Narvik (comté de Nordland), et de la Norvège à partir du 5 juin (opération Alphabet).	
Le 8 juin, le HMS Glorious, sous le commandement du capitaine de vaisseau Guy D'Oyly-Hughes (spécialiste des sous-marins) avec seulement dix mois d'expérience dans des opérations de porte-avions, embarque à son bord dix Gloster Gladiator et huit Hawker Hurricane, provenant du 46e et 246e escadron de la RAF. Ce fut le premier appontage d'avions modernes non munis de crosse d'appontage.
Le HMS Glorious quitte un gros convoi pour retourner au Royaume-Uni. Lors de leur retour vers Scapa Flow, alors qu'ils se trouvent dans les eaux norvégiennes, le porte-avions et ses deux escorteurs, les destroyers HMS Acasta et HMS Ardent, sont interceptés par les croiseurs de bataille allemands Scharnhorst et Gneisenau. Les trois bâtiments sont coulés en moins de 70 minutes, à approximativement 170 milles marins (315 kilomètres) à l'ouest de Harstad, avec 1 519 hommes. Il y a seulement 45 survivants.
Le Scharnhorst est endommagé par une torpille du HMS Acasta et forcé de se retirer vers la base allemande de Trondheim (Norvège). Deux autres bâtiments allemands touchés par de nombreux obus de 120 sont également contraints, avec le Gneisenau, de quitter les lieux. Le convoi d'évacuation des troupes alliées a donc le passage libre de toute opposition plus tard dans la journée.

## Divers
En 1997, la chaîne de télévision Channel 4 (Royaume-Uni) tourna un documentaire dans la série Secret History nommé The Tragedy of HMS « Glorious » et interviewa un des pilotes survivants de la RAF.

## Source
- (en) Cet article est partiellement ou en totalité issu de l’article de Wikipédia en anglais intitulé « HMS Glorious » (voir la liste des auteurs).